# 亚瑟·米切尔

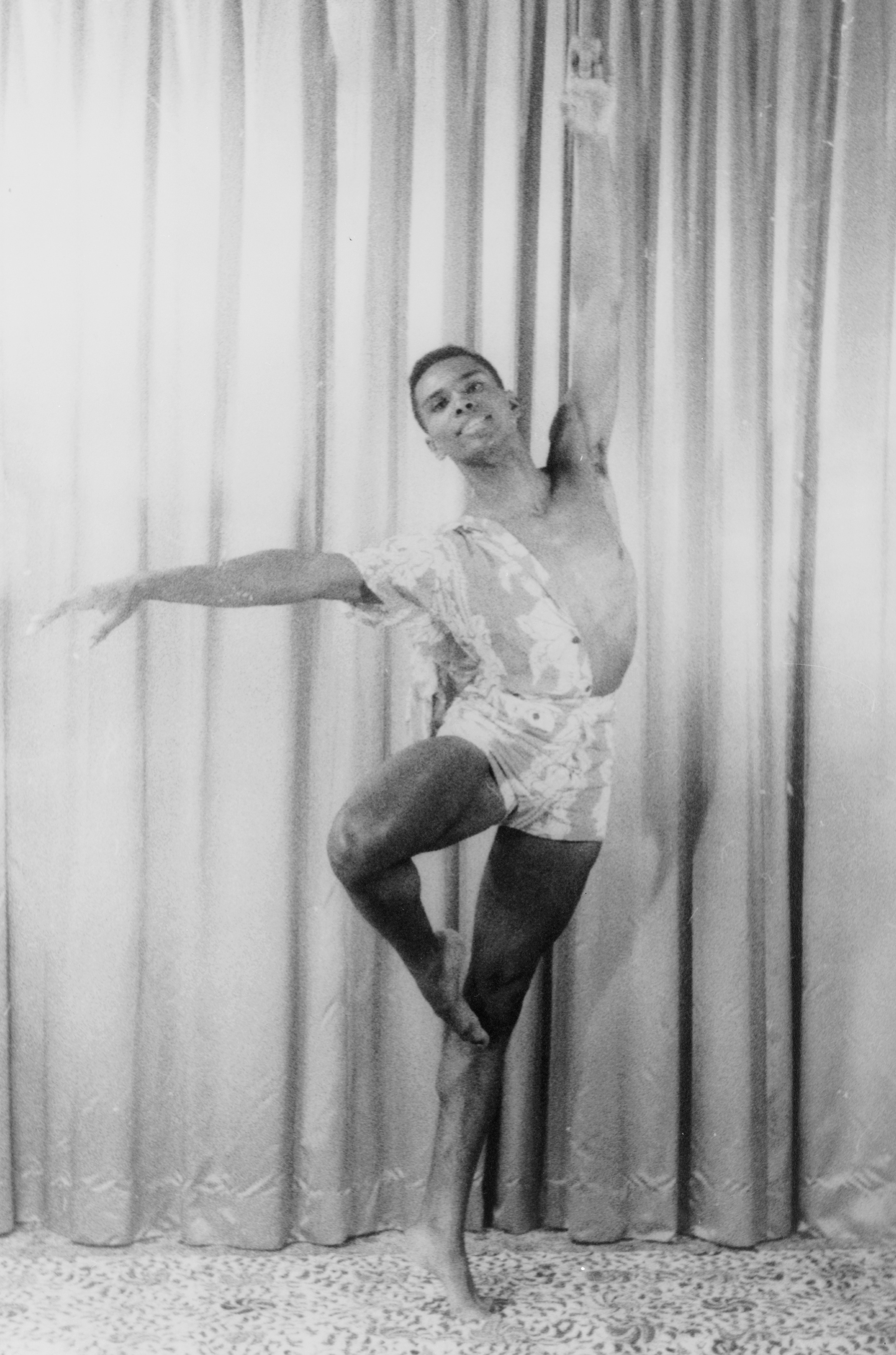
亚瑟·米切尔

亚瑟·米切尔（1934年3月27日 – 2018年9月19日） 是美国芭蕾舞演员、编舞家。1955年，他成为紐約市芭蕾舞團的第一位非裔芭蕾舞者。他後來被授予麦克阿瑟奖、国家艺术奖章和肯尼迪中心荣誉奖。 2018年9月19日，他因腎功能衰竭去世。 